# 勒内沃
勒内沃（法語：Renève，法語發音：[ʁənɛv]）是法国科多尔省的一个市镇，位于该省东部，和汝拉省接壤，属于第戎区。

## 地理
勒内沃（47°24'13"N, 5°24'20"E）面积14.4 平方千米，位于法国勃艮第-弗朗什-孔泰大區科多尔省，该省份为法国中东部省份，北起奥布省，西接涅夫勒省和约讷省，南至索恩-卢瓦尔省，东南接汝拉省，东临上索恩省，东北部与上马恩省接壤。
与勒内沃接壤的市镇（或旧市镇、城区）包括：万雅讷河畔香槟、让西尼、舍日、瓦西伊、布鲁瓦莱卢和韦尔方丹。
勒内沃的时区为UTC+01:00、UTC+02:00（夏令时）。

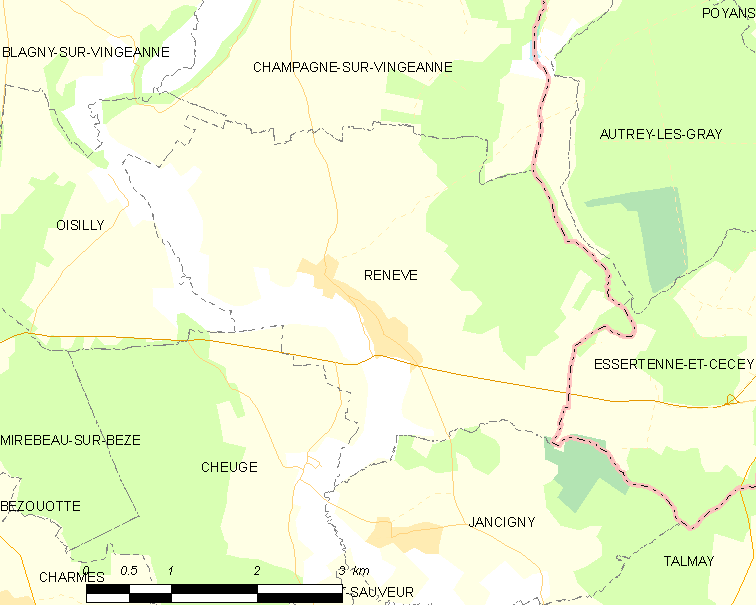
勒内沃的OSM定位图

## 行政
勒内沃的邮政编码为21310，INSEE市镇编码为21522。

## 政治
勒内沃所属的省级选区为圣阿波利奈尔县。

## 交通
科多尔省省道D30线、D30G线、D70线经过境内。

## 人口

1962-2008年间勒内沃人口变化图示

勒内沃于2022年1月1日时的人口数量为482人。